# Wiener Salonblatt
El Wiener Salonblatt era una revista de sociedad del Imperio austrohúngaro.

## Historia
El primer número (de prueba) se publicó el 25 de febrero de 1870. La periodicidad fue semanal hasta el 23 de agosto de 1919 en que comenzó a ser quincenal. El periódico contó también con un suplemento Oesterreichische Cur-Zeitung.
Su aparición animó la aparición de otras publicaciones similares como Sport und Salon.

## Descripción
Tomando como ejemplo un ejemplar de la mitad de la vida de la revista (5 de junio de 1904), esta contaba con las siguientes secciones:
- Portada con explicación de la fotografía al dorso.
- Cuestiones de la semana.
- En los círculos de la corte [del Emperador de Austria], sobre la vida social de la alta nobleza en Viena.
- High-life, sobre la vida social de la alta sociedad en Viena y otros lugares.
- Hymen, dedicado a las bodas de la nobleza.
- Últimas noticias
- Necrológicas
- Artes.
- La semana teatral.

La revista se ilustraba por medio de pequeñas fotografías a lo largo de sus páginas y contaba con anuncios (ilustrados o no) de productos interesantes para los lectores.

### Individuales
1. ↑  «Wiener Salonblatt». Wiener Salonblatt. 6 de marzo de 1870. Consultado el 8 de noviembre de 2020.
2. ↑  «ANNO-Wiener Salonblatt 1919». Biblioteca Nacional de Austria (en alemán).
3. ↑  Helmut W. Lang (Hrsg.): Österreichische Retrospektive Bibliographie (ORBI). Reihe 2, Band 3, 2003, S. 440.
4. ↑  «Wiener Salonblatt». Wiener Salonblatt (Viena). 5 de junio de 1904.